# Сверхскопление Персея — Рыб
Сверхскопление Персея — Рыб (SCl 40) (англ. Perseus–Pisces Supercluster) — сверхскопление галактик из цепи Персея — Пегаса, соседнее со сверхскоплением Ланиакеа (составной частью которого является Млечный Путь с Солнечной системой). Совместно с Ланиакеей входит в комплекс сверхскоплений Рыб — Кита.
Сверхскопление располагается в 250 миллионах световых лет от Земли и имеет размер почти 300 миллионов световых лет. Эта цепочка скоплений галактик простирается более чем на 40° по всему северному полушарию неба. Сверхскопление Персея — Рыб является одной из двух доминирующих концентраций галактик в ближайшей к нам Вселенной (в пределах 300 миллионов световых лет), которые находятся по обе стороны Местного сверхскопления и вдоль плоскости нашей галактики.
Это сверхскопление граничит с войдом Тельца, имеющим размер 100 миллионов световых лет в диаметре.
Основные скопления в сверхскоплении Рыб — Персея: Аbell 262, Аbell 347 и Abell 426 (скопление Персея).